# Acacia reniformis
Acacia reniformis är en ärtväxtart som beskrevs av George Bentham. Acacia reniformis ingår i släktet akacior, och familjen ärtväxter. Inga underarter finns listade i Catalogue of Life.